# Трансформатор за хоризонтална развивка
Трансформатор за хоризонтална развивка (на английски: Flyback transformer; на руски: Строчный трансформатор) е трансформаторно устройство, което се използва за формиране на хоризонталната развивка на правия и обратния ход на лъча на електронно-лъчева тръба.
Схемата се управлява от драйверна схема, която най-често се състои от push-pull тразнзисторен усилвател. Напрежението се умножава чрез двойки от индуктор-диод, свързани паралелно.